# Reserva natural Tigirek
La reserva natural Tigirek (en ruso: Тигирекский заповедник), también conocida como Tigireksky, es un zapovédnik ruso (reserva natural estricta) situado en las montañas de nivel medio del noroeste de la región de Altái-Sayán. La reserva fue creada para la protección y el estudio de la taiga oscura preglacial reliquia de las elevaciones más altas y la estepa montañosa de los valles fluviales y las regiones más bajas. El sitio presenta un extenso paisaje kárstico con numerosas cuevas.
La reserva está situada en los distritos administrativos (raión) de Zmeinogor, Tretyakov y Krasnoshchyokov todos ellos situado en el Krai de Altái, se estableció formalmente el 4 de diciembre de 1999 y cubre un área total de 40 693 hectáreas.

## Topografía
La reserva ocupa la cuenca de los afluentes derechos del río Charysh y las cabeceras del río Aléi, incluida la cadena montañosa Tigerk, situada al noroeste de las montañas Altái-Sayán. El terreno es principalmente montañas de nivel medio con cimas abovedadas. Los valles de los ríos son profundos con lados empinados y escarpados.
- Beloret - El curso superior del río Blanco. Ubicado en el raión de Zmeinogorsky.
- Tigirek - Junto al pueblo de Tigirek. Ubicado en el raión de Krasnoshchyokovsky.
- Hanharin - El curso superior del río Big Hanhara. Situado en el raión de Krasnoshchyokovsky

La reserva limita al sur con la frontera noroeste de Kazajistán; la región del norte se extiende hacia la estepa y las montañas más altas de Altái están al este. Las altitudes medias en la reserva van desde 500 metros hasta 2000 metros, el pico más alto es la cima de la cresta Tigirek (2013 m). Las secciones norte y occidental de la reserva son más bajas y suaves; las altas crestas del este tienen terreno más rocoso en altitudes elevadas.

## Clima y ecorregión
La reserva se encuentra en la ecorregión de la estepa forestal kazaja, una ecorregión esteparia con largos «bosques de cinta» de pinos; situada entre 300 y 500 millas más al norte que el bosque europeo ruso. Esta ecorregión tiene más humedales y más clima continental que el bosque estepario de Europa oriental.
El clima característico de la región en que se encuentra la reserva es un clima continental húmedo, con verano cálido (clasificación climática de Köppen (Dfb)). Este clima se caracteriza por grandes cambios de temperatura, tanto diurnos como estacionales, con veranos suaves e inviernos fríos y nevados. La temperatura promedio en enero es de −14 °C (6,8 °F) y de 17 °C (62,6 °F) en julio. El sitio tiene una alta humedad (de 600 a 800 mm de lluvia por año), con precipitaciones aproximadamente iguales entre los períodos cálidos y fríos del año.

## Flora y fauna
Hay dos tipos principales de comunidades vegetales en Tigireksky: la estepa forestal en el norte y el oeste sobre montañas con cimas suaves y la taiga oscura a lo largo de la cresta del Tigirek. Existen pequeñas zonas a gran altura de praderas subalpinas. La taiga oscura (formada por píceas y abetos) es una reliquia del período preglacial. El serbal siberiano es un matorral común en la zona de la estepa forestal. Los científicos han registrado en la zona más de 811 especies de plantas vasculares.
En cuanto a la fauna, la reserva alberga toda la gama de animales que comúnmente se pueden encontrar en la taiga oscura y de la estepa forestal del oeste de Altái: 67 especies de mamíferos se han reportado en el sitio. Los mamíferos comunes son el oso pardo, el ciervo, el corzo, el alce y especialmente la liebre. La población de castores ha crecido, lo que ha provocado estanques y cambios en los arroyos de la zona. En las zonas esteparias del norte de la reserva se encuentran los jabalíes. Las 11 especies de murciélagos que se sabe que viven en la región de Altái se encuentran en las cuevas alrededor del pueblo de Tigirek. Las aves más comunes incluyen el urogallo común (Tetrao urogallus), el gallo lira común (Lyrurus tetrix), el cascanueces común (Nucifraga caryocatactes) y muchos tipos de búhos. En los niveles subalpinos, la perdiz nival (Lagopus muta) es una especie muy común. Los científicos de la reserva han registrado 142 especies de aves.

## Ecoeducación y turismo

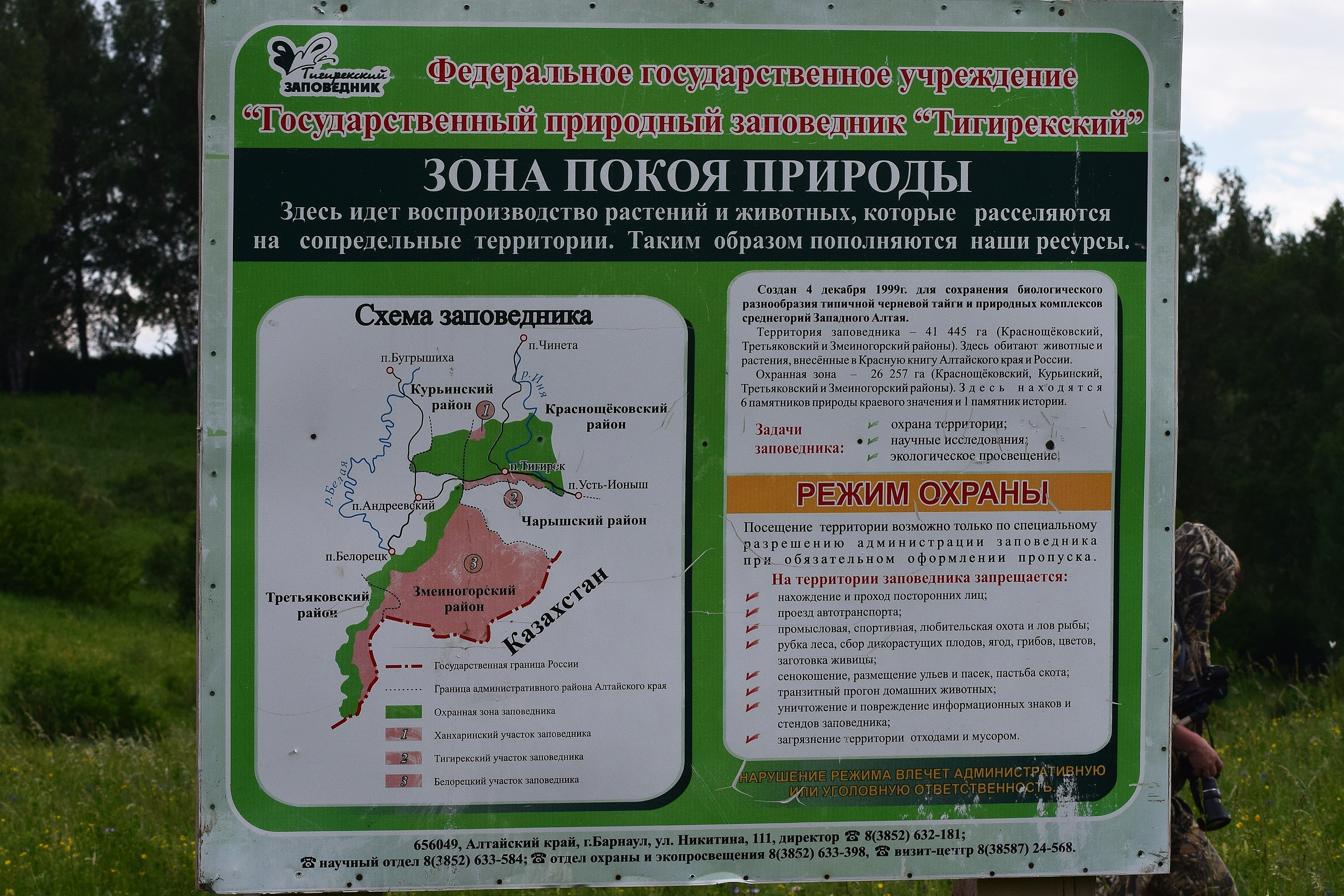
Cartel indicativo a la entrada de la reserva

Como ocurre con el resto de reservas naturales estrictas, está en su mayor parte cerrada al público en general, aunque aquellas personas que adujan fines científicos o de «educación ambiental» pueden llegar a acuerdos con la administración del parque para realizar visitas guiadas. En Baranovka, en el raión de Zmeinogorsk, hay un centro público de naturaleza. También hay muchas rutas «ecoturísticas» en la reserva que están abiertas al público general, pero los permisos pertinentes deben obtenerse con dos semanas de antelación y deben solicitarse en la oficina principal, que se encuentra en la ciudad de Barnaul. La reserva también ofrece casas de huéspedes y campamentos en las zonas de amortiguamiento alrededor de la reserva.